# Odra (pritoka Kupe)
Odra je reka u Hrvatskoj, leva pritoka reke Kupe, duga 83 km, sa slivom od 604 km². Nastaje od 2 kraka Kosnice i Lomnice. Većim delom toka teče pralelno sa rekom Savom. Uliva se u Kupu kod sela Odre Sisačke nedaleko od Siska. Navažnije pritoke su Buna i Lekenik.
Svojim tokom protiče kroz ravnicu, rubom šume ili kroz šumu. Od kanala Sava - Odra, pa do sela Odra Sisačka uz njen tok nema naselja. Bogata je i životinjskim svetom (dabrovi, ribe, velike barske kornjače, zmije belouške, a na nju u skrivenim mestima dolaze po vodu šumske životinje (divlje svinje, srne, jeleni, lisice ...).
45° 41′ N 16° 10′ E / 45.683° С; 16.167° И